# Mary Woodard Lasker

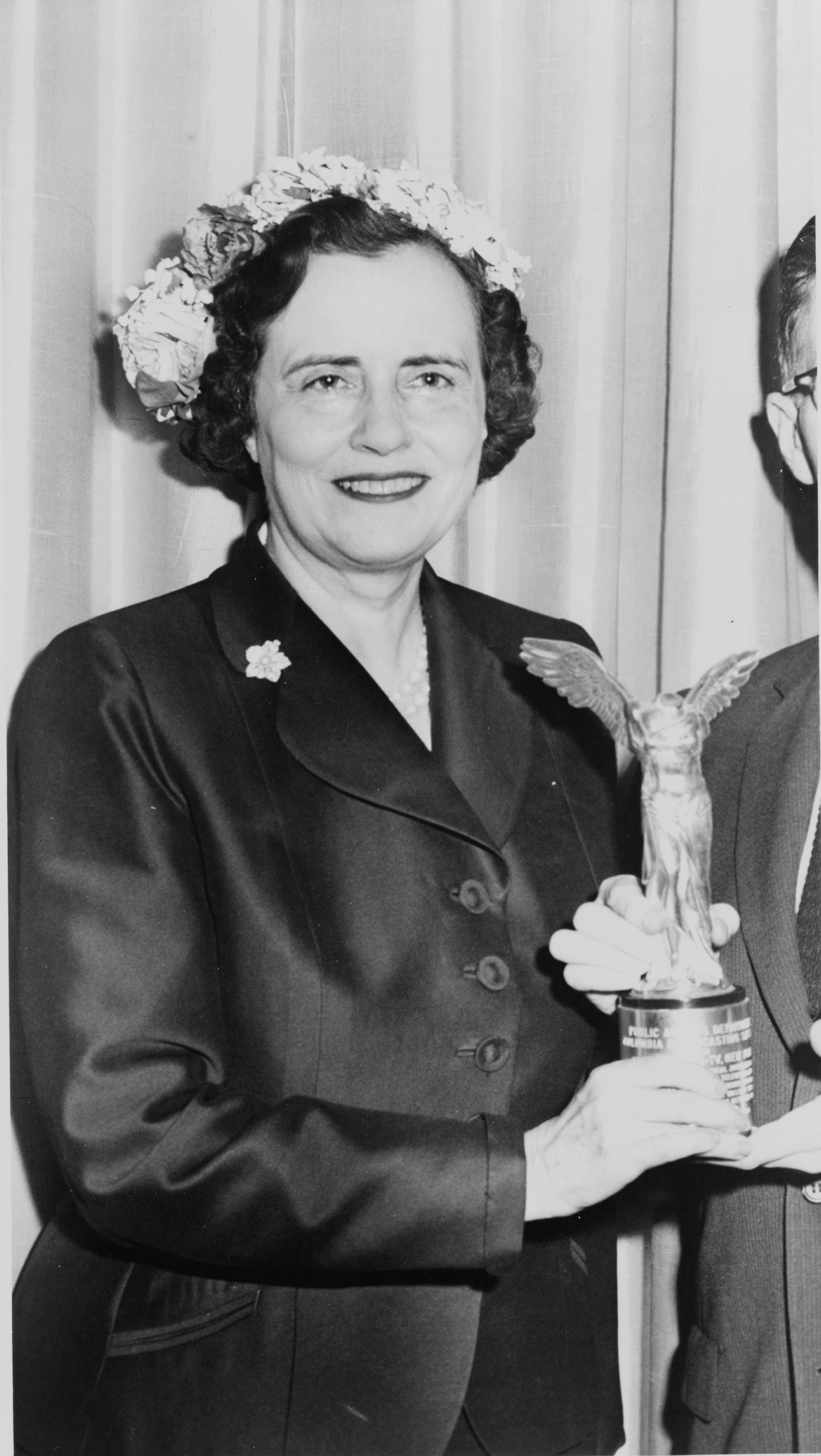
Mary Lasker, 1957

Mary Woodard Lasker (* 30. November 1900 in Watertown, Wisconsin als Mary Rae Woodard; † 21. Februar 1994 in Greenwich, Connecticut) war eine einflussreiche US-amerikanische Aktivistin und Lobbystin für verschiedene gemeinnützige Stiftungen und Projekte, insbesondere im medizinischen Forschungs-, Fürsorge- und Gesundheitswesen. Sie unterstützte und förderte auch Initiativen zur Städteverschönerung sowie verschiedene Museen wie das Museum of Modern Art und Universitäten.

## Leben
Lasker wuchs als Tochter des Bankiers Frank Elwin Woodard in Watertown im US-Bundesstaat Wisconsin auf; ihre Mutter Sarah (geb. Johnson) war die Gründerin verschiedener Parkanlagen. Nach mehreren Ohrenentzündungen in der Kindheit beschloss sie schon früh, sich auf dem Gebiet der medizinischen Forschung zu engagieren.
1923 machte sie ihren Abschluss am Radcliffe College in Kunstgeschichte, studierte kurz in Oxford, ehe sie nach New York ging, um mit ihrem späteren Ehemann Paul Reinhardt die Kunstsammlung seiner Galerie mit Werken der modernen französischen Künstler aufzubauen, darunter Werke von Renoir und Miró. Die 1926 geschlossene Ehe mit Reinhardt wurde nach 8 Jahren geschieden.
Danach arbeitete sie als Designerin, wobei sie eine erfolgreiche Modelinie herausbrachte: Die „Hollywood Patterns“ waren eine erfolgreiche Serie von preiswerten Textilien mit Fotos von Filmstars und anderen Filmmotiven.
Ab 1938 wurde sie auch erstmals im Gesundheitswesen für verschiedene amerikanische Nichtregierungsorganisationen für Geburtenkontrolle, Aufklärung und Familienplanung aktiv; sie wurde Mitarbeiterin der Birth Control Federation of America. Diese Organisation war Vorläufer der heutigen Planned Parenthood Federation.
1940 heiratete sie Albert Lasker, einen amerikanischen Werbeunternehmer, der ein Vermögen mit seinen Werbekampagnen u. a. für Lucky Strike gemacht hatte. Er war von ihrem Scharfsinn begeistert und teilte ihr Interesse sowohl für die Kunst als auch die Verbesserung der öffentlichen Gesundheit. Die beiden gründeten die Lasker Foundation; diese Stiftung machte sich zur Aufgabe die medizinische Forschung und private und öffentliche Organisationen des Gesundheitswesens zu fördern. Durch sein Geld und die Kontakte Albert Laskers in hohe Gesellschafts- und Regierungskreise konnten sie Einfluss auf verschiedene Maßnahmen nehmen; so unterstützten sie 1945 den Versuch von Harry S. Truman eine Reform des Krankensystems vorzunehmen, der in einem 10 Jahresplan eine Pflichtkrankenversicherung für jeden, den Bau von Krankenhäusern und eine Verdoppelung des medizinischen Personals vorsah. Zwei Jahrzehnte später unterstützte die Stiftung Lyndon B. Johnson bei der Einführung von Medicare und Medicaid im Rahmen des Social Security Act von 1965.
Ein lebenslanges Anliegen von ihr war der Kampf gegen den Krebs, an den sie auch 1952 ihren Mann verlor; so kritisierte sie früh die amerikanische Gesellschaft zur Bekämpfung von Krebs (ASCC) wegen ihres Managements und ihrer Prioritätensetzung. Sie sorgte dafür, dass die Organisation komplett umstrukturiert, das Budget drastisch erhöht und moderne Techniken der Öffentlichkeitsarbeit und Werbung eingesetzt wurden. Da Krebs zu jener Zeit als unheilbar galt, stärkte sie den Glauben der Öffentlichkeit in die medizinische Wissenschaft und daran, dass durch Forschung Mittel gegen den Krebs gefunden werden könnten. Sie platzierte Artikel in dem populären Magazin Reader’s Digest, die Früherkennung und regelmäßige Vorsorge ins Bewusstsein der Leser rufen sollten und beauftragte Radiospots, um an Philanthropen und Konzerne zu appellieren. Zuvor hatte sie David Sarnoff, den mächtigen Chef der Radio Corporation of America, davon überzeugt, dass die Zeit gekommen sei, um den bislang totgeschwiegenen Krebs im Äther zu erwähnen. Die wenig einflussreiche und von Ärzten dominierte ACSS wurde durch ihr Engagement in American Cancer Society (ACS) umbenannt und durch den Einfluss ihres Mannes und seiner Freunde zu einer mächtigen Organisation, die bereits 1948 schon $14 Mio. Spendengelder bekam, wovon ein Viertel zu Forschungszwecken verwendet wurde.
Später war sie die prominenteste Sprecherin für den National Cancer Act, einer Rechtsvorschrift, die 1971 stark erhöhte Mittel für das National Cancer Institute bereitstellte und die Zuständigkeiten wesentlich erweiterte. Sie wurde dafür von einigen Wissenschaftlern stark kritisiert, da sie nach deren Meinung mit der Suche nach einem Heilmittel für Krebs mehr verlangte, als die Wissenschaft leisten könne. Sol Spiegelman, der Direktor des Columbia University's Institute of Cancer Research warf ihr vor, sie drehe mit ihrem Kampf die Analogie der Mondlandung auf den Kopf: Es wäre als würde sie, mit ihrer Suche nach einem Heilmittel, „Menschen auf den Mond schicken, ohne die Gesetze der Schwerkraft zu kennen“. Andere beklagten, dass im Rahmen des National Cancer Act die Grundlagenforschung über Prävention und Früherkennung von Krebs gestellt wurde, wobei diese doch das wirksamste Mittel zur Bekämpfung von Krebs seien. Der schließlich verabschiedete National Cancer Act war ein Kompromiss und markierte den Höhepunkt des Lasker'schen Einflusses.
Ihre engagierte Rhetorik beim „Krieg gegen den Krebs“ steigerten die Erwartungen der Öffentlichkeit über bevorstehende Durchbrüche in der Krebsforschung und -behandlung. Diese Erwartungen konnte die Wissenschaft nicht erfüllen und durch ihre Aussage, dass der Krebs innerhalb von wenigen Jahren besiegt werden könnte, verminderte Lasker ihr eigenes politisches Gewicht und trug zur steigenden Skepsis der Amerikaner gegenüber der modernen biomedizinischen Wissenschaft bei, die zuvor an den unaufhaltsamen Aufstieg der Forschung geglaubt hatten.
Nach ihrem Engagement im Kampf gegen den Krebs wandte sich Lasker in den siebziger Jahren anderen, weniger umstrittenen Themen zu, insbesondere dem Kampf gegen Bluthochdruck (Hypertension) und Grünem Star (Glaukom). Sie organisierte für diese Anliegen verschiedene Kampagnen, startete Programme und generierte verschiedene Förder- und Finanzmittel. Auch in den achtziger Jahren generierte sie noch Forschungsmittel für den Kampf über Aids, Arthritis, Osteoporose, Diabetes und Wachstumsstörung.
Wegen der aus ihrer Sicht fehlenden Ergebnisse der biomedizinischen Forschung seit 1950 resümierte Lasker „ich habe etwas falsch gemacht oder nicht genug getan für die richtigen Dinge“. Sie rückte jedoch nie von ihrer Verantwortung für die Mängel der biomedizinischen Forschung ab und stellte sich der Kritik.
Seit ihrer Kindheit liebte Lasker Parks und Gärten und hatte ein großes Interesse an der Verschönerung städtischer Räume. Dank ihr blühen dreihundert gespendete Kirschbäume in jedem Frühjahr vor den Vereinten Nationen und jeden Winter dekorieren Weihnachtsbäume die Park Avenue. Die ehemalige First Lady der USA Lady Bird Johnson erwähnte Lasker einige Male in ihrer Biografie A White House Diary: Sie nannte sie charmant und bezeichnete sie „... like a setting for jewels“. Sie dankte ihr für die gespendeten Narzissen an den Wegen entlang des Potomac und tausende von Azalee-Büschen, Blüten-Hartriegel und anderen Pflanzen entlang der Pennsylvania Avenue.
Lasker unterstützte weiterhin verschiedene Museen und Universitäten in New York und Washington, D.C.
Sie starb 1994 im Alter von 93 Jahren in Greenwich (Connecticut); sie ist in einem privaten Mausoleum auf dem Sleepy Hollow Cemetery in Sleepy Hollow, New York, neben ihrem Mann beigesetzt.

## Auszeichnungen
Am 15. Mai 2009 ehrte der United States Postal Service Lasker mit der Ausgabe einer 78-Cent-Briefmarke in der Reihe bedeutender Amerikaner. In der Begründung werden ausdrücklich ihre Verdienste um die Finanzierung der medizinischen Forschung sowie ihr Engagement für die Verschönerung der Städte gewürdigt.
Die von ihr mit ihrem zweiten Ehemann gegründete Lasker Foundation, die seit 1946 jährliche Awards für herausragende Leistungen in der medizinischen Forschung vergibt, benannte den Preis für Öffentlichkeitsarbeit und Finanzierung im Sinne der Medizin ab dem Jahre 2000 Mary Woodard Lasker Public Service Award.
Lasker erhielt folgende höchste zivile Auszeichnungen:
- 1969 Presidential Medal of Freedom
- 1984 Officier de la Légion d’Honneur
- 1987 Congressional Gold Medal[6]
- 1987 Four Freedoms Award in der Kategorie Freiheit von Not